# Postomino (gmina)
Pour la localité, voir Postomino.
Postomino est une gmina rurale du powiat de Sławno, Poméranie-Occidentale, dans le nord-ouest de la Pologne. Son siège est le village de Postomino, qui se situe environ 15 km au nord de Sławno et 184 km au nord-est de la capitale régionale Szczecin.
La gmina couvre une superficie de 227,24 km2 pour une population de 7 000 habitants en 2023.

## Géographie
La gmina inclut les villages de Bylica, Chełmno Słowieńskie, Chudaczewko, Chudaczewo, Czarna Buda, Dołek, Dzierżęcin, Górka, Górsko, Jarosławiec, Jezierzany, Kanin, Karsino, Kłośnik, Korlino, Królewice, Królewko, Królewo, Łącko, Łężek, Marszewo, Masłowice, Mazów, Mszane, Mszanka, Naćmierz, Nosalin, Nosalinek, Nowe Łącko, Pałówko, Pałowo, Pieńkówko, Pieńkowo, Pieszcz, Postomino, Przybudówka-Królewo, Radziszkowo, Ronino, Rusinowo, Staniewice, Tłuki, Tyń, Wicko Morskie, Wilkowice, Wszedzień, Wykroty et Złakowo.
La gmina borde les gminy de Darłowo, Kobylnica, Sławno, Słupsk et Ustka.